# 锡布拉茨格费尔
锡布拉茨格费尔是奥地利福拉尔贝格州布雷根茨县的一个市镇。总面积29.25平方公里，总人口397人，人口密度13.6人/平方公里（2005年）。